# Delta Cephei

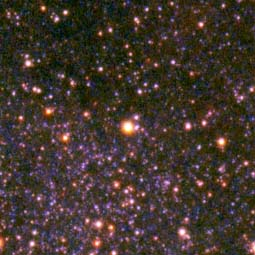
Delta Cephei

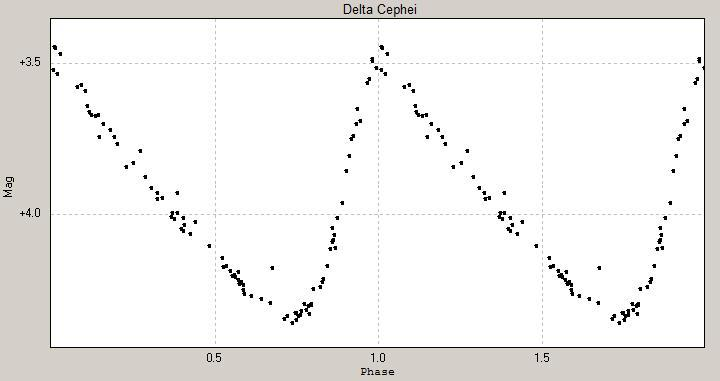
De lichtkromme van Delta Cephei

Delta Cephei is een heldere veranderlijke ster in het sterrenbeeld Cepheus met een afstand van 917 lichtjaar. 
De ster (een gele superreus) is het prototype van de Cepheïden veranderlijke sterren. De variabiliteit ervan werd ontdekt door John Goodricke in 1784. De schijnbare magnitude verandert tussen 3,48 en 4,37 met een periode van 5,36643 dagen. Daarbij verandert ook de spectraalklasse tussen 
F5Ib en G2Ib .
Cepheïden hebben een vaste relatie tussen lichtkracht en periode, en kunnen op die manier gebruikt worden om afstanden in het heelal te meten. De relatie tussen lichtkracht en periode is in 1912 ontdekt door Henrietta Leavitt.